# Louis-Philippe Premier
Pour les articles homonymes, voir Louis-Philippe Ier (homonymie) et Premier.
Louis-Philippe Premier (1836-1908) est un distillateur romanais connu pour son absinthe.  

## Biographie
Louis-Philippe Premier est né dans une grande famille romanaise de distillateurs. Son père, François Premier (1807-1888), fondait en 1829, un petit établissement de liquoriste-confiseur, nommée Premier Ainé, place Fontaine-Couverte. Quelques années plus tard, les affaires allaient bon train et il fallut agrandir. Il s'établissait rue Saint-Nicolas.
À la sortie de son collège, Louis-Philippe Premier devient le collaborateur de son père, et prend sa suite en 1869. En trente ans, il décupla le chiffre d'affaires. Vers 1880, Louis-Philippe décidait de développer surtout sa production d'absinthe. En 1886, chemin de Germançon, il installait une vaste distillerie d'absinthe et un peu plus tard, de nouveaux ateliers et chais étaient annexés.
Parallèlement à sa carrière d'industriel, Louis-Philippe Premier a été élu par deux fois comme conseiller municipal, de 1871 à 1872, puis de 1878 à 1881. Il a également été juge suppléant au tribunal de commerce au second semestre 1884, puis titulaire de 1886 à 1896. Dans le même temps, en tant qu'industriel, il a été membre de la chambre de commerce locale, et jury de trois expositions universelles, à Barcelone, Lyon et Paris. En mai 1900, il est nommé conseiller au commerce extérieur.

## Distinctions et décorations
- Chevalier de la Légion d'honneur le 14 août 1900[3].
- La rue Premier à Romans-sur-Isère[7].
- Un trophée de gymnastique[8].